# Міжнародна асоціація охорони здоров'я на морі
Міжнародна асоціація охорони здоров'я на морі (МАОЗМ) (англ. International maritime health assotiation, IMHA) — єдина міжнародна асоціація, яка займається виключно питаннями охорони здоров'я працівників морської галузи.

## Історія створення
22 червня 1997 р. в Осло проходить  IV Міжнародний симпозіум з морської медицини, під час якого приймається рішення про створення Міжнародної асоціації охорони здоров'я на морі, з метою підвищення якості медичного обслуговування працівників морського сектору, більш ширшого висвітлення проблем охорони здоров'я у морській галузі з науковою та освітньою метою.
2010 р. — заснована комерційна організація, галузевий підрозділ МАОЗМ — Міжнародна морська медична асоціація, яка спеціалізується на постачанні морському флоту продукції медичного та соціального призначення на світовому рівні.

## Діяльність
Учасники МАОЗМ виконують дослідження для оцінки значення різноманітних ризиків, ефективності проведених заходів, спрямованих на запобігання проблем зі здоров'ям моряків та лікуванням виявлених хвороб. Результати досліджень використовуються для покращення системи морської практичної медицини. Користувачі підтримують контакти, які забезпечують плідну міжнародну співпрацю, яка сприяє обміну знаннями, досвідом, результатами розробок, новітніми методиками та доказами. 
МАОЗМ визнає той факт, що відповідальність за виконання заходів з захисту здоров'я мореплавців лежить на органах, які представляють судновласників, моряків, а також міжнародних організаціях:
- Міжнародна морська організація (IMO)
- Міжнародна організація з праці (ILO)

## Члени
Члени МАОЗМ представляють усі континенти, висловлюють занепокоєність дотриманням високих стандартів охорони здоров'я на морі, шляхом залучення наукових знань та інноваційних розробок, а також розвитку етичних та справедливих відносин.
В Асоціації передбачені такі види членства:
Індивідуальне членство відкрито для будь-якої особи, яка професійно бере участь у системі морської охорони здоров'я і для тих, хто висловлює зацікавленість метою охорони, зміцнення здоров'я моряків, дотримання умов безпеки на морі, бажаючим застосувати принципи МАОЗМ у досягненні цих цілей.
Щорічний внесок для індивідуальних членів складає 125 євро.
Діючі члени — учасники, які присвячують значну частину своєї діяльності охороні здоров'я на морі. 
Корпоративне членство для міжнародних організацій, адміністративних органів, судноплавних організацій, професійних організацій та приватних асоціацій, які мають зацікавлення в охороні здоров'я на морі.
Щорічний внесок для корпоративних членів складає  475 євро.
Членом Міжнародної асоціації охорони здоров'я на морі з України є Медичний центр «Академмарін» Національного університету «Одеська морська академія».